# Championnat de Bahreïn de football 2016-2017
Navigation
Saison précédente Saison suivante
La saison 2016-2017 du Championnat de Bahreïn de football est la soixante-et-unième édition du championnat national de première division à Bahreïn. Les dix meilleurs clubs du pays sont regroupés au sein d'une poule unique et s'affrontent deux fois au cours de la compétition, à domicile et à l'extérieur. En fin de saison, les deux derniers du classement sont relégués et remplacés par les deux meilleurs clubs de deuxième division.
C'est le Malikiya Club qui remporte la compétition après avoir terminé en tête du classement final, avec deux points d'avance sur un duo composé de Riffa Club et du tenant du titre, Al Hidd Club. C'est le tout premier titre de champion de Bahreïn de l'histoire du club.

## Les clubs participants
- Al Muharraq Club
- Riffa Club
- Al Hidd Club
- East Riffa
- Manama Club
- Malikiya Club
- Bahrain Club - Promu de D2
- Al-Ahli Club
- Al Hala SC
- Al Najma Club - Promu de D2

## Compétition

### Classement
Le classement est établi sur le barème de points classique (victoire à 3 points, match nul à 1, défaite à 0).
| Rang | Équipe           | Pts | J  | G | N | P | Bp | Bc | Diff |
| ---- | ---------------- | --- | -- | - | - | - | -- | -- | ---- |
| 1    | Malikiya Club    | 33  | 18 | 9 | 6 | 3 | 24 | 16 | +8   |
| 2    | Riffa Club       | 31  | 18 | 9 | 4 | 5 | 32 | 16 | +16  |
| 3    | Al Hidd ClubT    | 31  | 18 | 9 | 4 | 5 | 27 | 23 | +4   |
| 4    | Manama ClubC     | 30  | 18 | 9 | 3 | 6 | 29 | 19 | +10  |
| 5    | Al Muharraq Club | 29  | 18 | 8 | 5 | 5 | 30 | 23 | +7   |
| 6    | East Riffa       | 22  | 18 | 6 | 4 | 8 | 23 | 25 | -2   |
| 7    | Al-Ahli Club     | 20  | 18 | 5 | 5 | 8 | 16 | 24 | -8   |
| 8    | Al Najma ClubP   | 17  | 18 | 3 | 8 | 7 | 20 | 32 | -12  |
| 9    | Bahrain ClubP    | 16  | 18 | 3 | 7 | 8 | 18 | 27 | -9   |
| 10   | Al Hala SC       | 14  | 18 | 2 | 8 | 8 | 11 | 25 | -14  |

|  | Qualification pour le tour préliminaire de la Ligue des champions de l'AFC 2018 |
|  | Qualification pour la Coupe de l'AFC 2018                                       |
|  | Qualification pour la Coupe du golfe des clubs champions 2018                   |
|  | Relégation directe en deuxième division                                         |
|  | T : Tenant du titre C : Vainqueur de la Bahreini King's Cup P : Promu de D2     |

## Bilan de la saison
| Championnat de Bahreïn de football 2016-2017                        |                           |
| Champion                                                            | Malikiya Club (1er titre) |
| Coupes et trophées                                                  |                           |
| Vainqueur de la Bahreini King's Cup                                 | Manama Club               |
| Qualifications continentales                                        |                           |
| Ligue des champions de l'AFC 2018 (tour préliminaire)               | Malikiya Club             |
| Coupe de l'AFC 2018                                                 | Manama Club               |
| Coupe du golfe des clubs champions 2018                             | Riffa Club                |
| Promotions et relégations                                           |                           |
| Promus en Bahraini Premier League                                   | Al-Shabab Club            |
| Promus en Bahraini Premier League                                   | Al Ettihad Club           |
| Relégués en Championnat de Bahreïn de football de deuxième division | Bahrain Club              |
| Relégués en Championnat de Bahreïn de football de deuxième division | Al Hala SC                |